# Brillevast
Brillevast [bʁilva] est une commune française située dans le département de la Manche en région Normandie, peuplée de 321 habitants.

## Géographie
La commune est au nord-ouest de la péninsule du Cotentin. Son bourg est à 5,5 km au sud de Saint-Pierre-Église, à 11 km au nord-ouest de Quettehou, à 16 km au nord de Valognes et à 16 km à l'est de Cherbourg-Octeville.
Située dans la vallée de la Saire, la commune de Brillevast a un relief accidenté et un sous-sol composé de roches dont les dominantes sont des arkoses, phyllades et grauwackes.
Le climat est tempéré, les écarts de température sont assez faibles. Les hivers y sont doux et les étés sans canicule et même assez frais.
| Théville                                             | Théville            | Clitourps, Canteloup (par un angle) |
| Gonneville-Le Theil (ancienne commune de Gonneville) | Brillevast          | Le Vast                             |
| Gonneville-Le Theil (ancienne commune du Theil)      | Teurthéville-Bocage | Le Vast, Teurthéville-Bocage        |

### Hydrographie
La commune est située dans le bassin Seine-Normandie. Elle est drainée par la Saire, le Courray, le cours d'eau 01 de Boutron, le cours d'eau 01 de la Lande Mouret, le cours d'eau 01 des Braux, le cours d'eau 01 du Hameau Dupuis, le cours d'eau 05 du Prieuré, le cours d'eau 08 de la Butte, le ruisseau de la Fontaine du Saule et un autre petit cours d'eau,.
La Saire, d'une longueur de 31 km, prend sa source dans la commune du Mesnil-au-Val et se jette  dans la baie de Seine à Saint-Vaast-la-Hougue, après avoir traversé douze communes. 

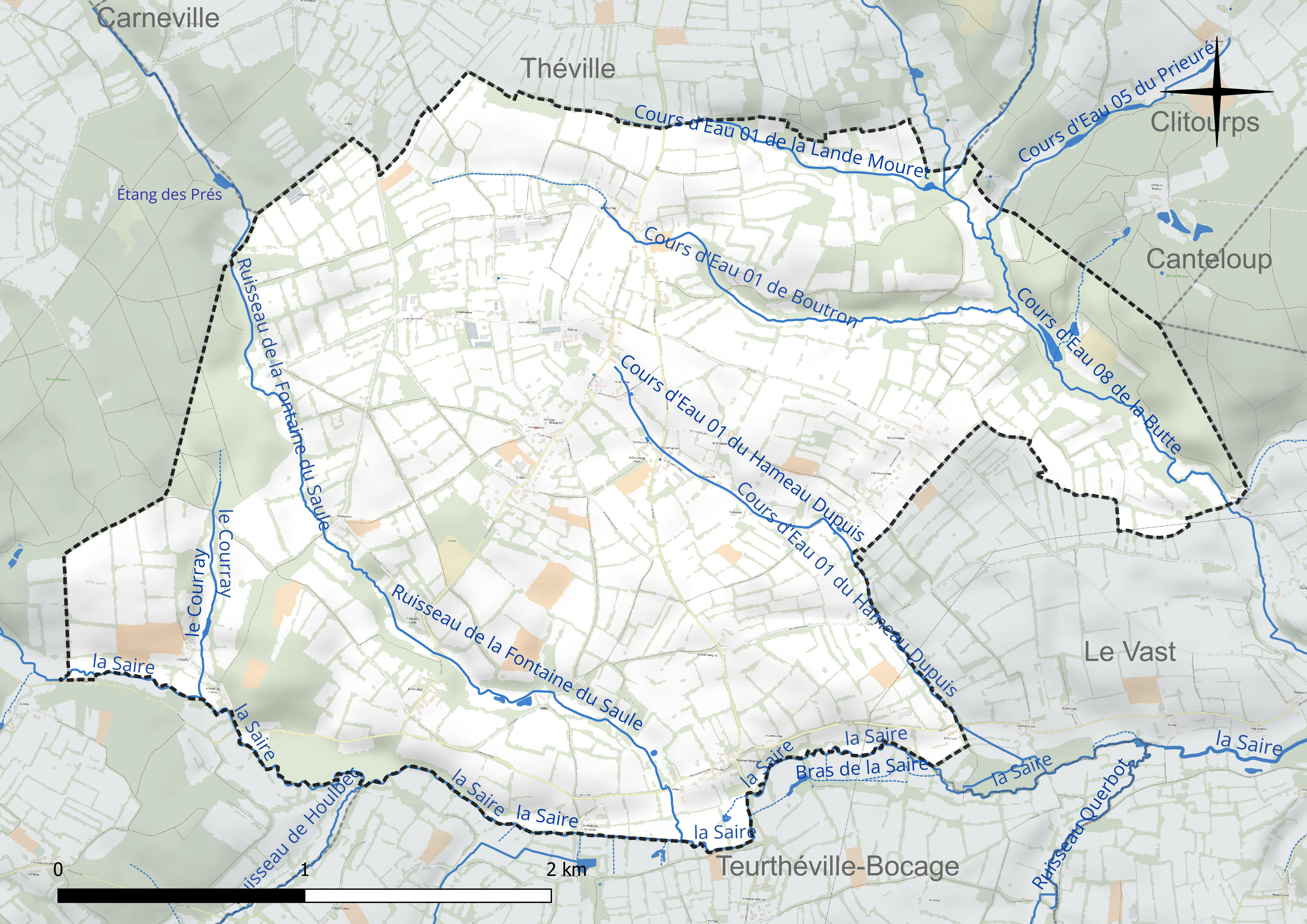
Réseau hydrographique de Brillevast.

### Climat
Pour des articles plus généraux, voir Climat de la Normandie et Climat de la Manche.
En 2010, le climat de la commune est de type climat océanique franc, selon une étude du CNRS s'appuyant sur une série de données couvrant la période 1971-2000. En 2020, Météo-France publie une typologie des climats de la France métropolitaine dans laquelle la commune est exposée à un climat océanique et est dans la région climatique  Normandie (Cotentin, Orne), caractérisée par une pluviométrie relativement élevée (850 mm/a) et un été frais (15,5 °C) et venté.
Pour la période 1971-2000, la température annuelle moyenne est de 10,8 °C, avec une amplitude thermique annuelle de 11,1 °C. Le cumul annuel moyen de précipitations est de 1 057 mm, avec 14,9 jours de précipitations en janvier et 7,4 jours en juillet. Pour la période 1991-2020, la température moyenne annuelle observée sur la station météorologique la plus proche, située sur la commune de Gonneville-Le Theil à 4 km à vol d'oiseau, est de 11,0 °C et le cumul annuel moyen de précipitations est de 940,4 mm,. Pour l'avenir, les paramètres climatiques de la commune estimés pour 2050 selon différents scénarios d’émission de gaz à effet de serre sont consultables sur un site dédié publié par Météo-France en novembre 2022.

## Urbanisme

### Typologie
Au 1er janvier 2024, Brillevast est catégorisée commune rurale à habitat dispersé, selon la nouvelle grille communale de densité à sept niveaux définie par l'Insee en 2022.
Elle est située hors unité urbaine. Par ailleurs la commune fait partie de l'aire d'attraction de Cherbourg-en-Cotentin, dont elle est une commune de la couronne,. Cette aire, qui regroupe 77 communes, est catégorisée dans les aires de 50 000 à moins de 200 000 habitants,.

### Occupation des sols
L'occupation des sols de la commune, telle qu'elle ressort de la base de données européenne d’occupation biophysique des sols Corine Land Cover (CLC), est marquée par l'importance des territoires agricoles (90,7 % en 2018), en augmentation par rapport à 1990 (87,7 %).
La répartition détaillée en 2018 est la suivante : prairies (43 %), zones agricoles hétérogènes (33,4 %), terres arables (14,4 %), forêts (9,3 %).

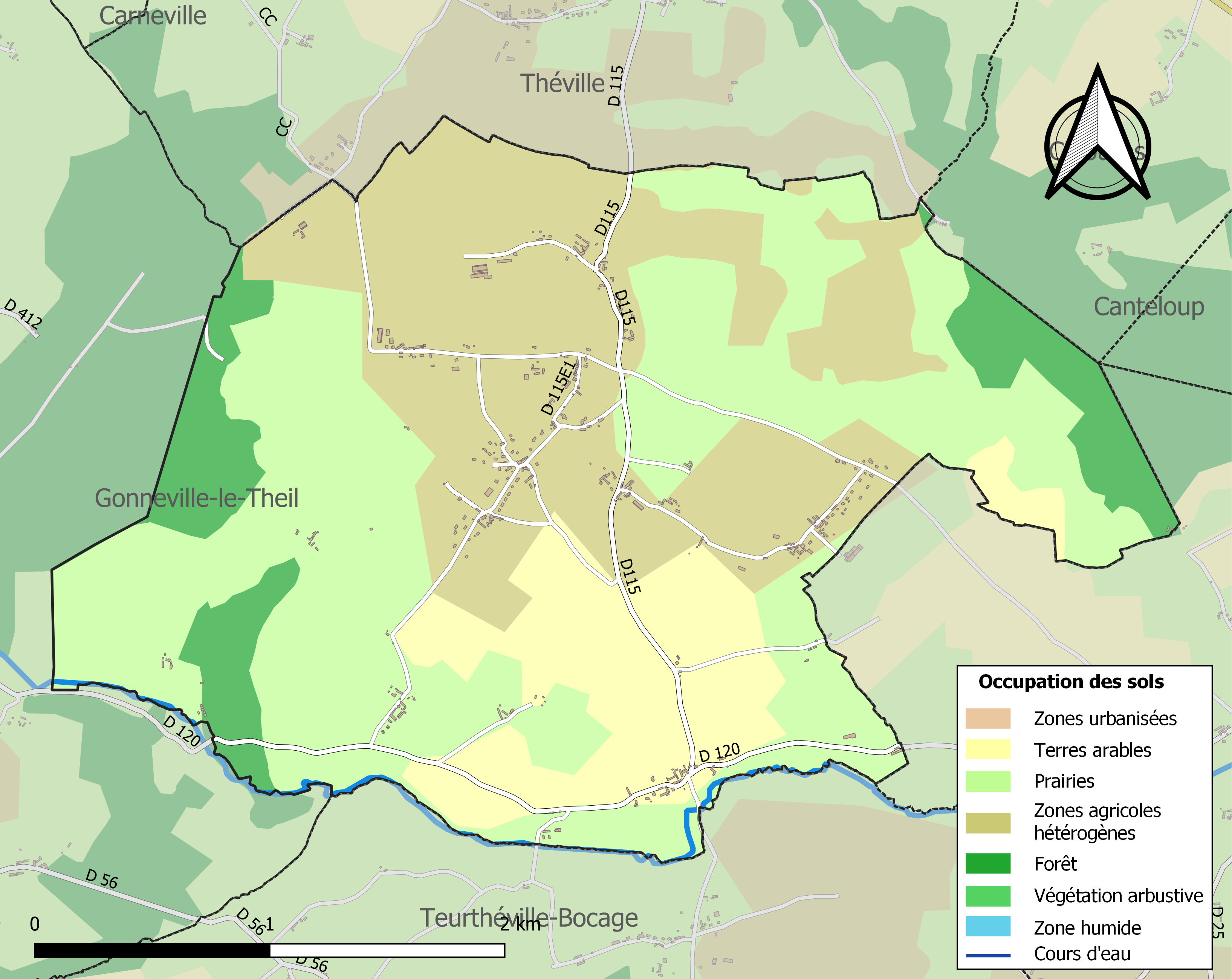
Carte des infrastructures et de l'occupation des sols de la commune en 2018 (CLC).

L'évolution de l’occupation des sols de la commune et de ses infrastructures peut être observée sur les différentes représentations cartographiques du territoire : la carte de Cassini (XVIIIe siècle), la carte d'état-major (1820-1866) et les cartes ou photos aériennes de l'IGN pour la période actuelle (1950 à aujourd'hui).

## Toponymie
Le toponyme est attesté sous les formes Bresillewast 1100-1150,, Brisillevast (pouillé) vers 1280,, Bresillevast en 1337,, Brisillevast 1425 (A.N. P1913/2, 24581).
Comme beaucoup de communes avoisinantes, Brillevast faisait partie de la forêt de Brix. L'élément -vast (anciennement -wast) désigne une terre gagnée par défrichage de terres incultes, de mauvaises terres. Il procède du gallo-roman WASTU, issu d'un croisement entre le bas latin vastu(m), dont un dérivé a donné en français dévasté, et du germanique wōsti « terre gâtée, déserte », d'où l'ancien français gast. De même trouve-t-on aux alentours : Le Vast, Martinvast, Tollevast, Sottevast, Vasteville, Hardinvast, et les lieux-dits, Pépinvast, Chiffrevast, ainsi que le bois de Barnavast. La version francienne gast est présente dans le sud de la Manche (Saint-Denis-le-Gast) et au sud-ouest du Calvados (Le Gast). Dans le nord du département, vast est une forme qui obéit à un traitement phonétique régional, employé de manière autonome dans Le Vast, mais surtout en composition avec des anthroponymes de type roman (Martinvast), scandinave (Sottevast, Tollevast, Chiffrevast) ou germanique (Pépinvast, Hardinvast). La densité des noms en -vast autour de Valognes est remarquable, ils y jalonnent apparemment la progression d'une conquête du sol. Ce regroupement de ces noms en -vast dans le nord Cotentin est l'exemple d'une mode locale favorisée par l'isolement géographique de la presqu'île du Cotentin, bien qu'il en existe ailleurs en Normandie cf. Véraval (ou Ver-à-Val, anciennement Warelwast, pays de Caux).
L'élément Brille- renvoie à la méthode de défrichement, par le feu et est issu du vieux français bresiller « brûler » encore utilisé en patois normand, avec une contraction de Bresillevast en Brillevast peut-être due à l'attraction du verbe briller.
Le gentilé est Brillevastais. À l'instar du nom de la commune, le "s" situé entre le "a" et le "t" ne se prononce pas.

## Histoire

### Antiquité
À la Planque du Couret, on a découvert beaucoup de tuiles romaines. À Dalbec, on remarque encore quelques traces d'une route pavée très ancienne, qui devait conduire des moulins de Barnavast à Fermanville. Au Douetty, un four à tuiles gallo-romain découvert récemment, et implanté dans une villa romaine, daterait du Ier siècle. Les ateliers de tuiliers disparurent au cours du IIIe siècle à la suite des crises politiques, conjuguées depuis la fin du IIe siècle à de récurrentes épidémies de peste qui affaiblissent l'armée et les populations, mettant à mal l'économie et l'administration.
Les sondages archéologiques effectués en 2004 au hameau Valognes à la confluence de la Saire et du ruisseau de la Fontaine ont révélé un lot de plus de 4 000 céramiques gallo-romaines, dont 145 vases, datées du règne de Néron (54 à 68 apr. J.-C.), dont de la céramique sigillée.

### Moyen Âge
Bérolvast faisait partie des terres données à Judith de Bretagne par le duc de Normandie Richard le Bon. En épousant la princesse Judith en l'an 1008, il lui assure le lendemain de son mariage la propriété d'un grand nombre de domaines pour le prix de l'embrassement conjugal, legitima conjunctione expleta.

## Politique et administration
| Période                                  | Période  | Identité                           | Étiquette | Qualité                           |
| ---------------------------------------- | -------- | ---------------------------------- | --------- | --------------------------------- |
| 1790                                     | 1793     | Philippe Thiennette                |           | Laboureur                         |
| 1793                                     | 1795     | Jean François Le Grand             |           | Cultivateur                       |
| 1795                                     | 1800     | Rémy Houllegatte                   |           | Meunier (agent municipal)         |
| 1800                                     | 1808     | Germain Valognes                   |           | Cultivateur                       |
| 1808                                     | 1809     | Casimir Le Gardeur de Croisilles   |           | Capitaine d'infanterie            |
| 1809                                     | 1813     | Michel Cossin                      |           | Laboureur                         |
| 1813                                     | 1820     | Hyacinthe Le Gardeur de Croisilles |           |                                   |
| 1820                                     | 1832     | Jean Valognes                      |           |                                   |
| 1832                                     | 1835     | ean-Charles Lallemand              |           |                                   |
| 1835                                     | 1865     | François Levaché                   |           | Cultivateur                       |
| 1865                                     | 1879     | Jean Baptiste Daboville-Lavallée   |           |                                   |
| 1879                                     | 1880     | Mangon                             |           |                                   |
| 1880                                     | 1888     | Daboville-Lachesnaie               |           | Cultivateur                       |
| 1888                                     | 1903     | Louis Jean Daboville-Lechevallier  |           |                                   |
| 1903                                     | 1927     | Jean Daboville-Desprès             |           |                                   |
| 1927                                     | 1945     | Étienne Daboville                  |           |                                   |
| 1945                                     | 1971     | Jean Mangon                        |           | Agriculteur                       |
| 1971                                     | 1995     | Jean Daboville                     | DVD       | Agriculteur                       |
| 1995                                     | mai 2020 | Marcel Orange                      |           | Maraîcher                         |
| mai 2020                                 | En cours | Gérard Vansteelant                 |           | Retraité gestionnaire de contrats |
| Les données manquantes sont à compléter. |          |                                    |           |                                   |

Le conseil municipal est composé de onze membres dont le maire et deux adjoints.
En 2020, à la suite d'une erreur sur la retranscription des résultats, la préfecture a dû proclamer l'élection des 22 candidats qui appartenaient à deux listes alors que seuls sept sièges devaient être attribués. Une élection partielle devra être organisée après que le tribunal administratif aura pu statuer.

## Démographie
L'évolution du nombre d'habitants est connue à travers les recensements de la population effectués dans la commune depuis 1793. Pour les communes de moins de 10 000 habitants, une enquête de recensement portant sur toute la population est réalisée tous les cinq ans, les populations de référence des années intermédiaires étant quant à elles estimées par interpolation ou extrapolation. Pour la commune, le premier recensement exhaustif entrant dans le cadre du nouveau dispositif a été réalisé en 2006.
En 2022, la commune comptait 321 habitants, en évolution de −1,53 % par rapport à 2016 (Manche : −0,31 %, France hors Mayotte : +2,11 %).
En 1722, la commune compte 122 feux. En 1765, elle en compte 111 (soit entre 500 et 600 habitants si l'on applique un coefficient de cinq habitants par feu). En 1793, sa population est de 671 habitants. En 1831, elle est de 873 habitants (son maximum) et de 664 habitants en 1851. Dix ans plus tard, en 1861, elle compte 576 personnes. Cette population diminue, en 1872 on compte 563habitants et 521 en 1886.
| 1793 | 1800 | 1806 | 1821 | 1831 | 1836 | 1841 | 1846 | 1851 |
| ---- | ---- | ---- | ---- | ---- | ---- | ---- | ---- | ---- |
| 671  | 582  | 759  | 823  | 873  | 775  | 737  | 701  | 664  |

| 1856 | 1861 | 1866 | 1872 | 1876 | 1881 | 1886 | 1891 | 1896 |
| ---- | ---- | ---- | ---- | ---- | ---- | ---- | ---- | ---- |
| 652  | 576  | 551  | 563  | 547  | 502  | 521  | 503  | 470  |

| 1901 | 1906 | 1911 | 1921 | 1926 | 1931 | 1936 | 1946 | 1954 |
| ---- | ---- | ---- | ---- | ---- | ---- | ---- | ---- | ---- |
| 407  | 418  | 415  | 348  | 323  | 323  | 304  | 295  | 259  |

| 1962 | 1968 | 1975 | 1982 | 1990 | 1999 | 2006 | 2011 | 2016 |
| ---- | ---- | ---- | ---- | ---- | ---- | ---- | ---- | ---- |
| 267  | 262  | 257  | 265  | 308  | 299  | 276  | 340  | 326  |

| 2021 | 2022 | - | - | - | - | - | - | - |
| ---- | ---- | - | - | - | - | - | - | - |
| 322  | 321  | - | - | - | - | - | - | - |

## Culture locale et patrimoine

### Lieux et monuments

#### Église Saint-Martin
L'église des XIIe, XVIIe – XVIIIe siècles est placée sous le vocable de saint Martin, évêque de Tours. Son second patron est saint Sébastien. Cédée au XIIe siècle à l'abbaye de Montebourg, elle présente un assemblage de constructions disparates de différents styles et de diverses époques, et fut reconstruite en 1903 en style néogothique.
La tour de forme carrée est surmontée d'un toit en bâtière à pente fort élevée. La construction du clocher remonte à 1639. Clocher en bâtière typique du Cotentin, ses pans mesurent 7 × 15 mètres, entièrement en moellons, il comporte ni charpente ni renfort extérieur. Classé monument historique le 13 mars 1978, il a été restauré en 1980 et 1982 pour une somme de plus de 50 000 euros[Quoi ?].
L'église abrite une Vierge à l'Enfant classée au titre objet aux monuments historiques en 1978, ainsi qu'un maître-autel du XIXe, trois tableaux : Madeleine pénitente du XVIe, une mère confiant son enfant au bienheureux Thomas Hélye du XIXe, une Charité saint Martin du XIXe, et une Verrière du XXe de Ferdinand Hucher.
En 1639, Meaux Gréard, sieur de Champaigne, originaire de Saint-Pierre-Église et résidant à Brillevast, fit construire à ses frais la tour de l'église et une chapelle.

#### Le presbytère
Le presbytère, face à l'église, fut construit en 1764, sous l'abbé Lamy qui n'avait que 44 ans lorsqu'il mourut le 17 mai 1835[réf. nécessaire]. Son frère Auguste Lamy, remit en honneur l'instruction à Brillevast. Il établit une école dans le presbytère et reçut des pensionnaires. Les meilleures familles du pays y envoyaient leurs enfants pour commencer leurs classes.
Dans les années 1990, la commune envisagea de détruire le presbytère, avant que le maître verrier de Cosqueville le rachète et le restaure. Cet homme s'y connaissant en art religieux, y découvre sur la façade arrière des fenêtres à guillotine comme celles fabriquées par les artisans anglais, de même qu'une charpente permettant la réalisation d'une toiture à la Mansart. Sa façade dissymétrique laisse supposer qu'à l'origine, un projet plus ambitieux était prévu.

#### Le «Pas au Diable»
Le chemin entre les deux écoles mène au Bas de la Lande où se situe à droite du chemin, environ un kilomètre après les écoles, le Pas au Diable, grosse pierre possédant une forte empreinte d'un pas attribué légendairement au diable,.

#### Autres lieux et monuments
- Manoir de Boutron des XVIe – XVIIe siècles. Très endommagé à la Révolution et en partie détruit, il est bâti en partie haute d'une cour en déclivité entouré de bâtiments agricoles. Il fut construit par Richard Lhermite et Catherine du Homméel comme en témoigne le blason de la cheminée[42]. Ses fenêtres à meneaux, de style Henri IV-Louis XIII, sont surmontées de décors triangulaires alors que les deux chaînages apparents correspondent aux meneaux horizontaux des deux fenêtres[39].
- Ferme des Croisilles.
- Croix des Vignes, croix Dalbec du XVIIe siècle.
- Croix de chemin D 115/115E du XXe siècle.
- Fontaine Jean Laurent à la Boitarderie.
- Pont de la Planque sur la Saire.
- Ancien moulin du Courraye.

### Personnalités liées à la commune

#### Les seigneuries
La plus ancienne famille seigneuriale que nous connaissions à Brillevast est celle des Lhermite, qui portait de gueules aux trois croix d'argent deux et une. Dans la recherche de 1463, Montfaut contesta leur noblesse. Guillaume Lhermite, de Brillevast, n'ayant pu prouver sa qualité de noble fut assis à la taille pour cette année, jusqu'à la vérification de ses titres. Ce Guillaume Lhermite, qualifié d'écuyer seigneur de Boutron et de Brillevast, dans la généalogie des Le Berceur (Archives de Fontenay), épousa Robine Lemarchand, fille de Richard (1466-1474), seigneur de Raffovile et de Perette de la Luthumière. Guillaume Lhermite laissa plusieurs enfants : Guillaume II, l'aîné, seigneur de Brillevast, Barville et Boutron, vivait en 1530, ainsi que ses frères Nicolas, Jacques, et Aubin qui était avocat.
Avant 1572, Richard Lhermite, fils de Guillaume II possédait le fief de Brillevast. Il épousa Catherine du Homméel. Ce sont eux qui firent construire le château de Boutron. L'écusson sculpté sur la cheminée, parti de gueules aux trois croix d'argent, et d'argent au sautoir d'azur, qui sont les armes des deux époux, en est la preuve. Ce château résidence des anciens seigneurs de Brillevast, a été déplorablement mutilé. Les transformations et remaniements maladroits qu'il a subis, en ont altéré le caractère. Il reste cependant quelques vestiges intéressants dans la grande salle. Sur la cheminée, on voit encore une fresque représentant saint Hubert. Les grandes poutres sont ornées de sentences. Celle du milieu porte le monogramme du Christ avec un cœur en dessus. Les enfants de Richard Lhermite et Catherine du Homméel sont : Gyonne Lhermite, dame de Boutron, en son vivant femme du noble homme Isambart de Vierville, sieur du Vast, décédé le 23 novembre 1613 et inhumé le surlendemain dans l'église de Brillevast, ainsi que Jeanne Lhermite, qui à la mort de son père devint son unique héritière. C'est elle qui, par mariage, fit passer la seigneurie de Brillevast dans la famille des de Hennot.

#### Familles remarquables

##### Les Hennot
Ollivier de Hennot , son mari capitaine de la noblesse, était fils de Jean de Hennot, seigneur de Cosqueville et Théville, et de Jacqueline du Parc, dame de Chemiray, en Anjou. Le 13 novembre 1591, il partagea la succession paternelle avec Guillaume de Hennot, son frère. Il choisit la terre et seigneurie de Cosqueville. Théville resta à Guillaume. Chemiray en Anjou, lui échut du chef de sa mère auquel s'ajouta Beauficel. Il avait cessé de vivre avant 1617, laissant de Jeanne Lhermite, Jean l'aîné qui suit et le cadet, qui était chevalier de Malte. Jeanne se remaria à un sieur du Parc, dont elle eut deux fils : Robert et Guyon. Elle mourut en 1636.
La succession d'Ollivier se trouva fort obérée. Les créanciers poursuivirent Jean de Hennot, son fils. Les fiefs, terres et sieurie de Cosqueville furent vendus par décret au siège de Valognes et adjugés à Nicolas Castel seigneur de Saint-Pierre-Église, le 17 juillet 1617, au prix de 29 500 livres.
Jean de Hennot obtint la main de Jacqueline Davy, fille de Bernard, seigneur de Cretteville, Aubervile et Fresville et de sa femme Catherine Thomas. Il mourut le 8 décembre 1676, sa femme le 4 novembre 1682. Leurs corps furent inhumés dans le chœur de l'église. De leur mariage naquirent un fils et deux filles : Charles de Hennot ; Jacqueline de Hennot, mariée à Guillaume de Hottot, seigneur et patron de Saint Clair ; Catherine de Hennot, qui s'allia le 17 février 1667, dans l'église de Brillevast avec Guillaume Picot ou Picod, escuyer seigneur de Russy, Sainte Honorine, Granval et Sorthosville. Ce Picot est de la même famille que Gilles Picot sieur de Gouberville, auteur du célèbre journal, plus connu sous le nom de Gilles de Gouberville.
Charles de Hennot épousa Anne Lefèvre, fille de sieur Haupitois, Beaulieu et Lieusaint. Il vendit la terre de Chemiray à M. de Sourches de Bouchet, grand prévost de l'Hôtel. Son fils aîné Jean Jacques Hervé de Hennot embrassa l'état ecclésiastique, fut ordonné sous-diacre et devint conseiller clerc au Parlement de Rouen. Il mourut à Valognes, le 23 août 1702 et fut enterré le lendemain, dans le chœur de l'église de Brillevast. Il portait les titres de seigneur et patron de Brillevast et Boutron.
Le frère de Jean Jacques Hervé de Hennot, Michel Adrien, baptisé à Brillevast, le 4 octobre 1681, lui succéda. Il était capitaine de cavalerie, mais la mort l'enleva à 22 ans, en 1704. La succession des deux frères, revint à leur sœur Marie Suzanne de Hennot, mariée à Charles Jallot, chevalier, comte de Beaumont, Herqueville et Rantot. C'est ainsi qu'elle devint dame et patronne de Brillevast et Boutron. Elle ne laissa pas de postérité. Ses biens retournèrent à son cousin germain Charles Picot, seigneur de Sainte Honorine, fils de Guillaume et de Catherine de Hennot, sœur de Charles.

##### Les seigneurs de Boutron et de Brillevast changent de résidence
À partir de cette époque, les seigneurs de Brillevast et de Boutron, cessèrent de résider au château de Boutron, qui fut abandonné aux dégradations des fermiers. Les propriétaires demeurèrent à Sainte-Honorine en Bessin. Charles Picot s'était marié en 1692, à Anne Le Breton dont il eut un fils, en 1700 : Guillaume Picot, escuyer, sieur de Brillevast, Sainte Honorine, Boutron et Granval. Le 19 février 1737, il épousa au couvent de Carentan, Marie Anne de Reviers, fille unique de feu Jacques, sieur de Vernon et de feu Marie Françoise de Maloysel de Chef du Pont. La demoiselle avait 17 ans et son mari 37). Leur mariage fut stérile et la succession de Guillaume retourna à son oncle M. Jean Guillaume Picot de Russy, personnat de Saint Clair, au diocèse de Bayeux, seigneur et patron de Sainte-Honorine, Boutron, Sorteval, Granval et Brillevast, seigneur et curé d'Alleaume, titulaire et recteur de la chapelle de Notre-Dame-de-la-Victoire, directeur de l'hôpital de l'Hôtel Dieu de Valognes. Il mourut à Alleaume le 17 février 1741 et fut inhumé le lendemain, dans le sanctuaire du côté de l'épître.
De la famille Picot, la seigneurie de Brillevast passa aux Pierrepont. Le registre de catholicité mentionne en 1783 le nom de Jean Baptiste Laffaiteur, receveur de M. le comte de Pierrepont, seigneur de Brillevast.
Quand arriva la Révolution, Jean Jacques Gabriel ci-devant marquis de Pierrepont, demeurant à Sainte-Honorine-de-Perte, près Bayeux, propriétaire à Brillevast de 3 500 livres de rentes, dut partir en exil. La Nation confisqua ses biens et les vendit au profit de la République.

##### Les Le Gardeur de Croisilles
Parmi les familles nobles ayant résidé à Brillevast, figure avec honneur les Le Gardeur de Croisilles, anoblie par charte du mois de mai 1510, enregistrée à la chambre des comptes, le 2 août 1511, et à la cour des aides, le 16 avril 1556, moyennant 100 écus. Les armes sont de gueules au lion d'argent, tenant de sa patte gauche une croix recroisetée d'or, la branche inférieure allongée, pommelée et au pied fiché. La devise porte : Crux Crucis Custodis Custos. La croix garde Le Gardeur de Croisilles.
Meaux Gréard, sieur de la Champagne, qui fit construire la tour de l'église de Brillevast en 1639, laissa une fille, Jacqueline Gréard, qui épousa Marc Antoine Le Gardeur, seigneur et patron de Croisilles. Leur fils Marc Antoine, deuxième du nom, fut marié le 26 mars 1697 à Roberte Le Louey, fille de Jean Baptiste, écuyer, sieur des Marets, et de Catherine de Gourmont. De leur union sortit Jean Baptiste Le Gardeur, né le 21 février 1700, époux de Gabrielle Henriette Simon, fille de Guillaume, écuyer, sieur de Berthauville, qui lui donna entre autres enfants, Marc Antoine Athanase Le gardeur, baptisé le 27 avril 1749, ancien mousquetaire noir de la Garde du Roi. Il s'allia à Rose Bonne Jacquelineee Françoise Davy de Bois Roger, demeurant à Gatteville, dont il eut :
1. Justine Bonne Thérèse Le Gardeur de Croisilles, née à Gatteville, décédée à Brillevast le 30 septembre 1803, âgée de 26 ans.
2. Auguste Charles Marc Le Gardeur de Croisilles, mort au berceau en 1778.
3. Marc Antoine Charles Le Gardeur de Croisilles, né à Gatteville le 26 septembre 1779, mort à Brillevast le 15 août 1857. Il épousa Adèle Mesnil dont il eut deux filles. La première, Rose Mathilde Le Gardeur de Croisilles, née à Brillevast, s'est mariée le 2 juillet 1850 à Adolphe Charles Morin. De ce mariage est née Aline Morin, épouse de M. Andrieu, lieutenant de vaisseau. La deuxième fille, Esther Adèle Arthemise Le Gardeur de Croisilles, a été la femme d'Edme Hyppolite Jolivet de Riencourt, dont quatre enfants sont nés : Alfred de Riencourt, décédé sous lieutenant ; Marie Isoline de Riencourt, mariée à Me Alphonse Drouet, avoué à Cherbourg ; Edme Gaston de Riencourt, mort peu de temps après sa naissance ; Mathilde de Riencourt, épouse du général Jean Alphonse Lecomte (1850-1919) et mère du général Jean Lecomte (1903-1997), ancien commandant des forces françaises en Allemagne, qui après une belle carrière militaire est revenu passer sa retraite dans sa propriété du Mouchel. Les deux généraux, père et fils, reposent dans le cimetière de Brillevast.
4. Léonard Victor Le Gardeur de Croisilles (1786-1819), officier de l'armée napoléonienne, capitaine de la Légion de la Manche, blessé à Wagram, fait prisonnier à Leipzig et mort à 33 ans[42], le 18 avril 1819.
5. Auguste Hyacinthe Le Gardeur de Croisilles, né à Brillevast le 5 décembre 1784, marié à Marie Luzeau de la Morinière. Il mourut à Valognes, laissant deux enfants : Auguste, décédé dans cette ville sans postérité, et Marie Caroline Victoire, religieuse, morte au service des pauvres à l'Hôtel Dieu de Bayeux.
6. Pierre Hyppolite Le Gardeur de Croisilles, décédé le 15 octobre 1851, âgé de 65 ans.
7. Hyacinthe Athanase Le Gardeur de Croisilles, maire de Brillevast, décédé le 4 février 1875, marié à Adelaïde Virginie Gasselin, décédée le 8 juin 1857, d'où est issue Justine Fanny Le Gardeur de Croisilles, épouse de M. de Maisoncelles, comte de Richemont, inhumée à Brillevast, le 3 novembre 1892, sans postérité.

Personne d'autre ne semble s'être illustré dans cette paisible commune depuis 1893. Toutefois, la mort d'un nommé Legendre, une nuit d'après guerre et retrouvé dans la nature, semble indiquer que le mot paisible doit être employé avec prudence. Indiquons tout de même que, durant ces presque 120 années, deux personnes ont marqué leur passage dans la commune. Ces deux personnes, similaires et contrastées, exerçaient dans la commune des fonctions qui leur assignaient une place privilégiée. Ils étaient, en comparaison des autres habitants, des Messieurs, ils avaient les Mains blanches, ils n'appartenaient pas à la même société. Aussi différents l'un de l'autre que pouvaient l'être ces deux hommes, un instituteur et un curé. Ils avaient toutefois en commun d'être des fils de paysans et d'être tous les deux très forts en gueule. Ceci leur valut de paraître un jour comme de bien désagréables personnes parmi la population. La première personne est Alphonse Auvray, le légendaire père Auvray. Instituteur avant, durant et après la guerre. Ancien de celle de 1914-1918 où il avait perdu une jambe. La deuxième est Désiré Lebreton, curé de Teuthéville Bocage. Il venait tous les deux jours à Brillevast, paroisse qui n'avait plus de curé.

### Héraldique
| Blason de Brillevast | Blason  | De gueules à l'épée d'argent renversée* posée en barre supportant un manteau d'or, accompagnée en chef à dextre de deux léopards d'or armés et lampassés d'azur, l'un au-dessus de l'autre. * Terme héraldique utilisé fautivement ( "supportant" signifie placé en dessous, alors qu'ici c'est simplement "portant" ou "sur laquelle est posé"). |
| Blason de Brillevast | Détails | Les léopards d'or sur champ de gueules rappellent les armes de la Normandie Le statut officiel du blason reste à déterminer. |